# Мангаспорт
«Мангаспорт» — габонский футбольный клуб из города Моанда. Выступает в Чемпионате Габона. Клуб основан в 1962 году, домашние матчи проводит на стадионе Анри Сильво, вмещающем 4 000 зрителей. «Мангаспорт» по 6 раз побеждал в чемпионате и Кубке Габона, и является одним из двух наиболее титулованных клубов страны, наилучших результатов клуб добивался в начале 21-го века. Клуб 10 раз принимал участие в различных афрокубках, но лишь раз пробился дальше первого раунда.

## Достижения
- Чемпионат Габона по футболу: 
  - Чемпион (6): 1995, 2000, 2004, 2005, 2006, 2008.
- Кубок Габона:
  - Победитель (6): 1964, 1994, 2001, 2005, 2007, 2011.
  - Финалист (2): 2004, 2008.
- Суперкубок Габона:
  - Победитель (4): 1994, 2001, 2006, 2008.
  - Финалист (2): 1995, 2007.

## Участие в афрокубках
- Лига чемпионов КАФ: 5 раз

2001 - Предварительный раунд
2005 - Предварительный раунд
2006 - Предварительный раунд
2007 - Первый раунд
2009 - Первый раунд
- Африканский Кубок чемпионов: 1 раз

1996 - Первый раунд
- Кубок Конфедерации КАФ: 1 раз

2012 - Предварительный раунд
- Кубок КАФ: 1 раз

1997 - Первый раунд
- Кубок обладателей кубков КАФ: 2

1995 - Первый раунд
2002 - Второй раунд

## Известные игроки
- Эрнест Акуссага
- Ив Битсеки Мото
- Роги Мейе
- Эрик Мулунги
- Родригес Мундунга
- Дидье Овоно
- Полен Нкомбе Токала
- Патрик Лоло
- Хилэйр Кедигу